# Olbersdorf (Niemcy)
Olbersdorf – miejscowość i gmina w Niemczech, w kraju związkowym Saksonia, w okręgu administracyjnym Drezno, w powiecie Görlitz, siedziba wspólnoty administracyjnej Olbersdorf.